# Abbaye de Chézoy
L'abbaye de Chézoy  est une ancienne abbaye bénédictine de femmes, située à Montigny-le-Roi, dans la Haute-Marne, en région Grand Est (ex-région Champagne-Ardenne).

## Histoire
L'abbaye de Chézoy est fondée au début du XIIe siècle et a eu une durée de vie éphémère.
Vers 1150, Catalane, alors abbesse de Chézoy, la cède à l'abbaye de Morimond qui l'intègre alors à l'abbaye cistercienne de Belfays. Les religieuses de Chézoy quittent donc cette maison pour se retirer à Belfays.
Chézoy devint alors un simple prieuré dépendant de Belfays, puis une grange réunie à l'abbaye de Morimond en 1393 en même temps que l'abbaye de Belfays et qui y reste jusqu'à la Révolution française.

## Architecture et description
Au XIIe siècle, l'abbaye de Chézoy, l'abbaye de Belfays et la grange d'Issonville sont implantées près de la commune de Montigny-le-Roi. Seul reste aujourd'hui le lieu-dit la ferme de Chézoy situé à proximité de l'aire de service de Val-de-Meuse sur l'autoroute A31.

## Sources
- L'abbé Dubois, Histoire de l'Abbaye de Morimond, 1852.
- L'abbé Roussel, Le diocèse de Langres : histoire et statistique, 1875.
- Émile Jolibois, La Haute-Marne ancienne et moderne, 1858.